# اختصارات دو و میدانی

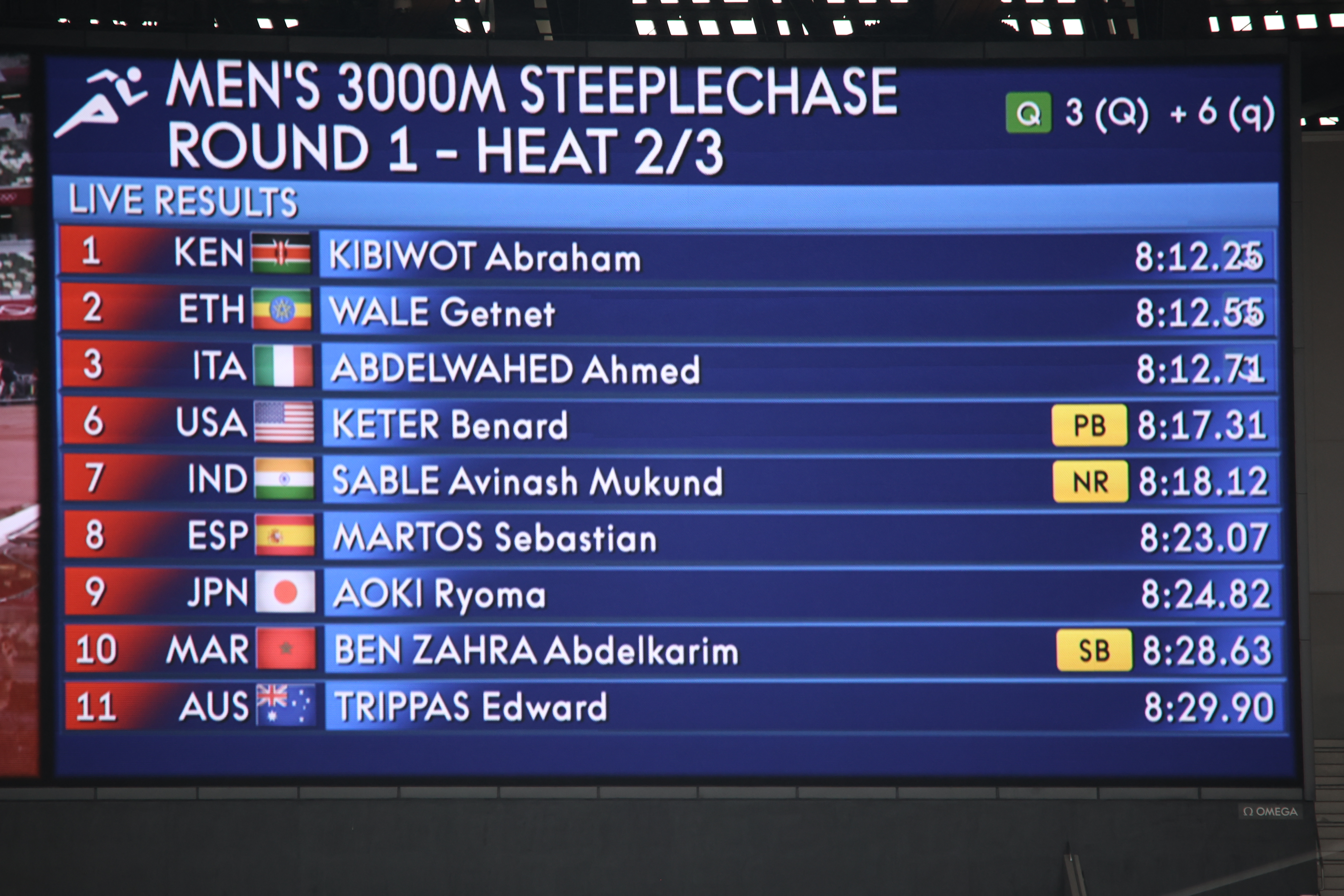
رتبه بندی شرکت کنندگان دوی ۳۰۰۰ متر سال ۲۰۲۰ المپیک تابستانی توکیو

ورزش‌هایی که زیر مجموعه دویدن هستند، به ویژه دو و میدانی، از آمارهای مختلفی استفاده می‌کنند. به منظور گزارش مؤثر این اطلاعات، اختصارات متعددی در این ورزش رایج شده‌است.
از سال ۱۹۴۸ توسط برت نلسون و کوردنر نلسون، روزنامه Track & Field News در ایجاد و تعریف اختصارات در این زمینه پیش‌قدم شد. این اختصارات همچنین، در میان دیگران و در دو و میدانی جهانی به تصویب رسیده‌است. نهاد حاکم بر جهان، ارگان‌های مختلف حاکمیت داخلی، انجمن آمارگیران دو و میدانی، انجمن آمارگران مسابقات جاده‌ای، آسوشیتدپرس و رسانه‌های فردی که گزارشات خود را دریافت می‌کنند. این اختصارات در ویکی‌پدیا نیز آمده‌است.

## زمان و علائم
تقریباً تمامی مسابقات زمان را ثبت می‌کنند. از زمان آزمایشات در دهه ۱۹۳۰، تا استفاده رسمی از آنها در المپیک تابستانی ۱۹۶۸ و پذیرش رسمی در ۱۹۷۷، زمانهای کاملاً خودکار متداول شده‌است. از زمانی که این تحول رخ داده‌است، زمانهای کمیاب اولیه به عنوان زمان FAT مشخص شده‌است. زمانهای خودکار همان‌طور که اکنون متداول هستند، با استفاده از صدم ثانیه بیان می‌شوند. زمان‌های دستی (زمان‌هایی که توسط انسان‌ها ثبت شده) دقیق تلقی نمی‌شوند و بنابراین تنها با دقت یک دهم ثانیه پذیرفته می‌شوند حتی زمانی که ساعت، دقت بیشتری را نشان می‌دهد. اگر زمان قبل از سال ۱۹۷۷ ثبت شده بود، زمان برای اهداف رکوردی تبدیل به دهم ثانیه می‌شود، زیرا آنها سیستمی برای مقایسه بین روش‌های زمان‌بندی ندارند. غالباً در این موارد یک زمان تا صدمین مسابقه باقی می‌ماند. در طول این دوره تکامل، برخی گزارش‌ها نشان می‌دهد که زمان دستی نیز با "h" یا "ht" مشخص می‌شود.
با دو روش زمان‌بندی متفاوت، میل اجتناب ناپذیری برای مقایسه زمان‌ها به وجود آمد. Track & Field News افزودن ۰٫۲۴ را به زمان‌های دستی آغاز کرد. بسیاری از کرنومترهای دستی الکترونیکی زمان‌ها را تا صدم ثانیه نشان می‌دهند. اغلب این زمان‌ها ثبت می‌شوند، اما معتبر نیستند (منجر به نتایج مبهم می‌شوند). در برخی از مسابقات سطح پایین حتی دونده‌ها ساعت‌های دستی به همراه دارند و مکان‌ها را مطابق با زمان نمایش داده شده در آن تغییر می‌دهند (در دوهای ۸۰۰ متر و بیشتر از یک مکان مشخص به بعد همه ورزشکاران در خط ۱ به مسابقه ادامه می‌دهند). همه اینها البته اشتباه است. زمان دستی به اندازه کافی دقیق نیست که برای اهداف رکوردی در مسابقات کوتاه پذیرفته شود. زمان واکنش انسان بین انسان‌های مختلف کاملاً یکسان نیست. زمان دستی شامل واکنش انسان‌ها می‌شود، وقتی دود را می‌بینند یا صدای تپانچه استارت را می‌شنوند، دکمه کرنومتر را فشار می‌دهند، سپس با عبور از خط پایان زمان را ثبت می‌کنند. روش مناسب برای تبدیل زمان دستی این است که هر صدم ثانیه را گرد کرده و سپس ۰٫۲۴ را اضافه کنید تا زمانی را فقط برای مقایسه ثبت کنید. اما در بسیاری از دیدارها زمان‌های تبدیل شده را تا صدم نشان دادند و نتایج را شبیه زمان‌بندی تمام اتوماتیک نشان دادند. در این موارد، برخی یک عدد ۴ یا ۰ را در ستون صدم برای همه مسابقات نشان داده‌اند (که نشان می‌دهد زمان گرد شده و ۰٫۲۴ به آن اضافه شده‌است). هنگامی که تشخیص داده می‌شود این زمان‌ها تبدیل شده هستند، گزارش این زمان‌ها با "c" یا " برای نشان دادن زمان‌های تبدیل شده مشخص می‌شوند.
فرستنده زمان متداول تر می‌شود؛ سیستم تشخیص RFID تراشه فرستنده را که معمولاً بر روی کفش دونده قرار می‌گیرد بر خلاف زمان‌بندی رسمی در اولویت قرار می‌دهد، البته زمانی که اختلاف ورزشکاران به یک ثانیه کامل یا بیشتر می‌رسد، این قابل توجه نیست، اما زمانی که اختلاف ورزشکاران کم می‌شود، داده‌ها با قوانین زمان مطابقت ندارند. اکثر مسابقات جاده‌ای نمی‌توانند همه شرکت‌کنندگان را در خط شروع قرار دهند. بسته به وسعت زمین، برخی از ورزشکاران ممکن است با خط شروع فاصله داشته باشند و در جمعیت زیاد، ممکن است دقیقه‌ها طول بکشد تا از خط آغاز عبور کنند. نتایج غالباً دو بار نشان داده می‌شود، زمان رسمی از شلیک اسلحه شروع کننده، شروع می‌شود، اما زمان تشک، زمان را از لحظه‌ای شروع می‌کند که کفش از تشک سنجش در خط آغاز عبور کرده‌است. سپس هر زمان که کفش از خط پایان عبور کند زمان متوقف می‌شود.
گاهی اوقات، هنگام رده‌بندی با استفاده از عکس، زمانها تا هزارم ثانیه نمایش داده می‌شود. این زمانها تا هزارم برای اهداف رکوردی استفاده نمی‌شوند اما زمان‌های هزارم ثانیه می‌توانند برای رده‌بندی بین گروه‌های مختلف استفاده شوند. قوانین مشخص می‌کند که اگر رده‌بندی به این صورت انجام شود، زمان تمام گروه‌های دیگر نیز، با هزارم ثانیه ثبت می‌شوند.

### رکوردها
اکثر رکوردها منوط به تصویب توسط هیئت حاکمه بر آن رکورد هستند. در سطح جهان، فدراسیون جهانی دو و میدانی (IAAF) این مقام را دارد. هر نهادی روش خود را برای تصویب رکوردها دارد: به عنوان مثال، فدراسیون دو و میدانی ایالات متحده آمریکا (USATF)، فقط سالی یکبار سوابق را در نشست سالانه خود در ابتدای دسامبر تصویب می‌کند. تا زمانی که رکوردی به تصویب نرسد، به عنوان «در انتظار» در نظر گرفته می‌شود که گاهی با P در ادامه آن رکورد نشان داده می‌شود.
- WR = رکورد جهان
- OR = رکورد المپیک
- CR = رکورد قهرمانی جهان
- GR = رکورد بازی‌ها
- AR = رکورد منطقه (یا قاره)
  - ER = رکورد اروپا
- NR = رکورد ملی (برای یک کشور خاص)
- MR = رکورد دیدار
- DLR = رکورد لیگ الماس

هنگامی که U20 اضافه می‌شود، نشان دهنده رکورد زیر ۲۰ سال است (یک ورزشکار تنها در صورتی که کمتر از ۲۰ سال سن داشته باشد، هر نوجوانی که قبل از پایان هر سال تقویمی، ۲۰ ساله می‌شود، ورزشکار بزرگسال محسوب می‌شود).
- WU20R = رکورد زیر ۲۰ سال جهان
- AU20R = رکورد زیر ۲۰ سال منطقه (یا قاره)
- NU20R = رکورد زیر ۲۰ سال ملی (برای یک کشور خاص)
- # = زمانی را نشان می‌دهد که به عنوان یک رکورد قبول نشده یا موردی غیرقانونی در آن وجود دارد
- X = ورزشکاری را نشان می‌دهد که پس از ثبت رکورد محروم شده (معمولا به خاطر مواد نیروزا)

### بهترین‌ها
برخی از رکوردها ثبت می‌شوند، اما از نظر کیفیت یا دقت با یک رکورد یکسان نیستند. فدراسیون جهانی دو و میدانی بهترین‌ها را برای بخش نوجوانان و رکوردهای مسابقات جاده‌ای مانند ماراتن فهرست می‌کند. همچنین دستاوردهای شخصی ورزشکاران را به عنوان بهترین‌ها ثبت می‌کند. A و Y نشان دهنده نوجوان است. یک ورزشکار نوجوان در سال تقویمی به هجده سالگی خود نرسیده. برای این رکوردها از اصطلاح بهترین (Best) استفاده می‌شود.
- WYB = بهترین زیر ۱۸ سال جهان
- WB = بهترین جهان (بهترین نتیجه‌ای که در مسابقه‌ای که زیر نظر فدراسیون جهانی دو و میدانی نیست به ثبت می‌رسد)
- NB = بهترین ملی (بهترین نتیجه‌ای که در مسابقه‌ای که زیر نظر یک فدراسیون ملی نیست به ثبت می‌رسد)
- PB = بهترین شخصی (بهترین نتیجه شخصی که یک ورزشکار به دست می‌آورد)
- SB = بهترین فصل (بهترین نتیجه شخصی که یک ورزشکار در یک فصل مشخص به دست می‌آورد)
- WL = پیشتاز جهان (بهترین نتیجه در سراسر جهان در یک فصل مشخص)
- EL = پیشتاز اروپا (بهترین نتیجه در اروپا در یک فصل مشخص)

### شرایط
- A = رکوردی که در ارتفاع ثبت شده
- w = رکوردی که با کمک باد ثبت شده
- NWI = بدون اطلاعات باد

برای رویدادهایی که کمک باد یک عامل است (مسابقات خارج از سالن ۲۲۰ یارد یا کمتر، پرش طول و پرش سه‌گام)، سرعت باد معمولاً بر حسب متر بر ثانیه یا "m/s" گزارش می‌شود.
- + = رکوردی که در یک مسافت متوسط اما در یک مسیر طولانی‌تر ثبت شده
- a = در یک مسابقه جاده‌ای، یک دوره را نشان می‌دهد که شرایطی را دارد که به ورزشکار کمک می‌کند (سرازیری، کمک باد، نقطه به نقطه)
- AC = همچنین رقابت کرد
- c = رکورد تبدیل شده
- dh = سرازیری
- DNF = تمام نکرد
- DNS = شروع نکرد
- DQ = محروم شد
- h = زمان دستی
- i = داخل سالن
- Mx = مسابقه مختلط
- n = فاقد زمان برنده شدن
- ND = فاقد مسافت (در پرش طول)
- NT = فاقد زمان
- OT = مسیر بزرگ
- q = واجد شرایط دوم، بهترین زمان یا مسافت دوم که برای راهیابی به مرحله بعد کافی است
- Q = واجد شرایط خودکار در یک رقابت بزرگ
- Wo = مسابقه مخصوص زنان
- y = اندازه‌گیری بر حسب یارد

### رویدادهای میدانی
- o = یک پرش موفق در پرش ارتفاع یا پرش با نیزه
- x = یک پرش ناموفق در پرش ارتفاع یا پرش با نیزه
- r = ورزشکار از مسابقه کنار رفت
- NH = فاقد ارتفاع
- NM = فاقد نتیجه

### محرومیت
محرومیت ورزشکاران اغلب به شماره قانون فدراسیون جهانی دو و میدانی اشاره می‌کند که طبق آن ورزشکار رد صلاحیت شده‌است.
برای مثال، شروع اشتباه به این شماره مربوط می‌شود: DQ R162.7
- ۴۰٫۱ – دوپینگ در طول یا در ارتباط با مسابقات قهرمانی
- ۴۰٫۸ – دوپینگ قبل از مسابقات که منجر به محرومیت در طول مسابقات می‌شود
- ۴۱٫۱ – دوپینگ توسط یک یا چند نفر از اعضای یک تیم
- ۱۴۲٫۴ – عدم شرکت صادقانه با حسن نیت
- ۱۴۴٫۲ – کمک کردن یا کمک گرفتن (با استفاده از ابزار الکترونیکی)
- ۱۴۵٫۲ – رفتار غیر ورزشی یا نامناسب (خطای غیر ورزشی)
- ۱۴۹ – ورود به مسابقات قهرمانی به دلیل عملکرد نامعتبر
- ۱۶۲٫۷ – شروع اشتباه
- ۱۶۳٫۲ – حرکت یا ممانعت ورزشکار دیگر در پیست
- ۱۶۳٫۳ – دویدن بیرون از خط
- ۱۶۳٫۵ – دویدن بیرون از خط (قبل از خط ۸۰۰ متر)
- ۱۶۸٫۶ – بیرون انداختن مانع از خط
- ۱۶۸٫۷ – عبور غیرقانونی از مانع یا انداختن عمدی مانع
- ۱۷۰٫۶ – حمل نکردن چوب با دست یا استفاده از دستکش یا موادی که به حمل چوب کمک می‌کند (در دوهای امدادی)
- 170.6c – چوبی که افتاده توسط ورزشکاری که آن را انداخته برداشته نشده
- ۱۷۰٫۷ – چوب از منطقه تحویل‌گیری عبور نکرده
- ۱۷۰٫۸ – ممانعت از تیم دیگر توسط ورزشکار بدون چوب
- ۱۷۰٫۱۱ – ترکیب تیم یا ترتیب دویدن تأیید نشده
- ۱۷۰٫۱۷ – دونده بعدی در دوی امدادی ۴x۴۰۰ متر شروع به دویدن می‌کند یا خیلی زود از خط خارج می‌شود
- ۲۱۸٫۴ – تغییر موقعیت غیرقانونی توسط دونده امدادی منتظر
- 230.6a – عدم رعایت تعریف پیاده‌روی مسابقه طبق نظر سه داور مختلف
- 240.8e – اقدام غیرقانونی توسط شخصی که مجاز است در طول مسیر به ورزشکاران تغذیه بدهد (در ماراتن)
- 240.8f – بیش از دو نفر از مقامات تیم در پشت میز نوشیدنی‌ها ایستاده یا در کنار یک ورزشکار می‌دوند در حالی که تغذیه یا آب مصرف می‌کند

## ابتکارات

### نهادها
نهادهای مختلف این ورزش به ترتیب حروف الفبا مخفف می‌شوند.
- AAA = اتحادیه دو و میدانی آماتور انگلستان – انگلستان
- AAA = اتحادیه دو و میدانی آسیا
- AAU = اتحادیه آماتور دو و میدانی ایالات متحده آمریکا در ۱۸۸۷ تشکیل شد تا زمانی که در ۱۹۷۹ تعطیل شد – ایالات متحده آمریکا
- AFI = فدراسیون دو و میدانی هند – هند
- AK = فدراسیون دو و میدانی کنیا – کنیا
- ANA = دوندگان مجاز بی‌طرف
- ANZ = فدراسیون دو و میدانی نیوزیلند – نیوزیلند
- APA = اتحادیه دو و میدانی پان امریکن – آمریکای شمالی و جنوبی
- ARAF = فدراسیون دو و میدانی روسیه – روسیه
- BAAA = فدراسیون دو و میدانی باهاما – باهاما
- BFLA = فدراسیون دو و میدانی بلاروس – بلاروس
- CAA = کنفدراسیون دو و میدانی آفریقا
- CACAC = کنفدراسیون دو و میدانی آمریکای مرکزی و کارائیب – آمریکای مرکزی و کارائیب
- CBAt = کنفدراسیون دو و میدانی برزیل
- CISM = شورای بین‌المللی ورزش‌های نظامی
- CONSUDATLE = کنفدراسیون دو و میدانی آمریکای جنوبی – آمریکای جنوبی
- CTAA = فدراسیون دو و میدانی چین تایپه – تایوان
- DAF = فدراسیون دو و میدانی دانمارک – دانمارک
- DLFV = از سال ۱۹۴۹ تا ۱۹۹۰ در زمان وجود آلمان شرقی
- DLV = اتحادیه دو و میدانی آلمان – آلمان
- EAA یا EA = اتحادیه دو و میدانی اروپا/دو و میدانی اروپا
- EAF = فدراسیون دو و میدانی اتیوپی – اتیوپی
- EKJL = فدراسیون دو و میدانی استونی – استونی
- FCA = فدراسیون دو و میدانی کوبا – کوبا
- FFA = فدراسیون دو و میدانی فرانسه – فرانسه
- FIDAL = فدراسیون دو و میدانی ایتالیا – ایتالیا
- FISU = فدراسیون بین‌المللی ورزش‌های دانشگاهی – دو و میدانی دانشجویی
- HKAAA = فدراسیون دو و میدانی هنگ کنگ – هنگ کنگ. اتحادیه دو و میدانی آماتور هنگ کنگ نیز استفاده می‌شود.
- IAAF = فدراسیون جهانی دو و میدانی – جهان
- IAU = اتحادیه بین‌المللی دوندگان فوق‌العاده
- IOC = کمیته بین‌المللی المپیک – المپیک
- IPC = کمیته بین‌المللی پارالمپیک – پارالمپیک
- JAAA = اتحادیه دو و میدانی جامائیکا – جامائیکا. اتحادیه دو و میدانی آماتور جامائیکا نیز استفاده می‌شود.
- JAAF = فدراسیون دو و میدانی ژاپن – ژاپن
- KNAU = فدراسیون سلطنتی دو و میدانی هلند – هلند
- OAA = اتحادیه دو و میدانی اقیانوسیه
- NACAC = اتحادیه دو و میدانی آمریکای شمالی، آمریکای مرکزی و کارائیب – آمریکای شمالی
- NCAA = اتحادیه ملی ورزش دانشگاهی – دانشکده‌ها و دانشگاه‌های ایالات متحده آمریکا
- NFHS = فدراسیون ملی اتحادیه‌های دبیرستان‌های دولتی – دبیرستان‌های ایالات متحده آمریکا
- RFEA = فدراسیون سلطنتی دو و میدانی اسپانیا – اسپانیا
- TAC = کنگره دو و میدانی، پیش از فدراسیون دو و میدانی ایالات متحده آمریکا ۱۹۷۹–۱۹۹۲ – ایالات متحده آمریکا
- UKA = فدراسیون دو و میدانی بریتانیا – بریتانیای کبیر
- USATF = فدراسیون دو و میدانی ایالات متحده آمریکا – ایالات متحده آمریکا
- WAVA = از سال ۱۹۷۷ تا ۲۰۰۱ اتحادیه جهانی ورزشکاران پیشکسوت (ورزشکاران بالای ۳۵ سال)
- WMA = از سال ۲۰۰۱ استادان دو و میدانی جهان (ورزشکاران بالای ۳۵ سال)
- WMRA = اتحادیه جهانی دوندگی کوهستان

### انتشارات و آمارشناسان
- ARRS = اتحادیه آمارگیران مسابقات جاده‌ای
- ATFS = اتحادیه آمارگیران دو و میدانی
- AW = هفته نامه دو و میدانی
- NUTS = اتحادیه ملی آمارگیران میدانی – بریتانیای کبیر
- T&FN = اخبار دو و میدانی

## رویدادها
با توجه به تعداد زیادی رویدادهای دو و میدانی که به‌طور متناوب انجام می‌شوند، در ارائه نتایج و آمار اغلب از علائم اختصاری برای اشاره به رویدادها استفاده می‌شود.
- CE = رویدادهای ترکیبی
- DMR = دو استقامت امدادی مختلط
- DT = پرتاب دیسک
- HJ = پرش ارتفاع
- HM = نیمه‌ماراتن
- HT = پرتاب چکش
- JT = پرتاب نیزه
- LJ = پرش طول
- mh = متر با مانع (برای مثال 400mh یعنی ۴۰۰ متر با مانع)
- PV = پرش با نیزه
- SMR = دو سرعتی امدادی مختلط
- SP = پرتاب وزنه
- SC, st. یا s'chase = دو ۳۰۰۰ متر با مانع
- TJ = پرش سه‌گام
- WT = پرتاب وزنه (Weight throw)
- XC یا CC = دو صحرانوردی

## مسابقات
- AAG = بازی‌های آفریقایی
- AfC = مسابقات قهرمانی آفریقا در دو و میدانی
- AsC = مسابقات قهرمانی دو و میدانی آسیا
- CWG = بازی‌های کشورهای همسود
- DL = لیگ الماس
- EC یا ECh = مسابقات قهرمانی دو و میدانی اروپا
- ECCC = مسابقات قهرمانی دو صحرانوردی اروپا
- EIC = مسابقات دو و میدانی قهرمانی داخل سالن اروپا
- EJC = مسابقات دو و میدانی قهرمانی جوانان اروپا
- EG = بازی‌های اروپایی
- ETC = مسابقات قهرمانی دو و میدانی تیمی اروپا
- ESAA = مسابقات دو و میدانی مدارس انگلیسی
- ISTAF = جشنواره بین‌المللی ورزشگاه برلین
- LYG = بازی‌های نوجوانان لندن
- OG = بازی‌های المپیک
- WC یا WCh = مسابقات جهانی دو و میدانی
- WHM = مسابقات جهانی دو نیمه‌ماراتن
- WIC = مسابقات دو و میدانی داخل سالن جهان
- WJC = مسابقات قهرمانی دو و میدانی جوانان جهان
- WXC = مسابقات جهانی دو صحرانوردی
- WYC = مسابقات قهرمانی دو و میدانی نوجوانان جهان
- PAG = بازی‌های پان امریکن
- SAG = بازی‌های آسیای جنوبی
- SEAG = بازی‌های آسیای جنوب شرقی